# Fayetteville (Carolina del Nord)
Fayetteville és una població dels Estats Units i seu del comtat de Cumberland a l'estat de Carolina del Nord. Segons el cens del 2008 tenia 203.100 habitants.

## Demografia
Segons el cens del 2000, Fayetteville tenia 121.015 habitants, 48.414 habitatges i 31.662 famílies. La densitat de població era de 795 habitants per km².
Dels 48.414 habitatges en un 31,8% hi vivien nens de menys de 18 anys, en un 44,7% hi vivien parelles casades, en un 17,1% dones solteres, i en un 34,6% no eren unitats familiars. En el 28,2% dels habitatges hi vivien persones soles el 7,8% de les quals corresponia a persones de 65 anys o més que vivien soles. El nombre mitjà de persones vivint en cada habitatge era de 2,42 i el nombre mitjà de persones que vivien en cada família era de 2,96.
Per edats la població es repartia de la següent manera: un 25,4% tenia menys de 18 anys, un 12,7% entre 18 i 24, un 31,2% entre 25 i 44, un 19,7% de 45 a 60 i un 11% 65 anys o més.
L'edat mediana era de 32 anys. Per cada 100 dones de 18 o més anys hi havia 88,7 homes.
La renda mediana per habitatge era de 36.287 $ i la renda mediana per família de 41.210 $. Els homes tenien una renda mediana de 30.493 $ mentre que les dones 23.477 $. La renda per capita de la població era de 19.141 $. Entorn de l'11,7% de les famílies i el 14,8% de la població estaven per davall del llindar de pobresa.

## Poblacions més properes
El següent diagrama mostra les poblacions més properes.